# 上野市
上野市（日语：／ Ueno shi */?）是過去位於日本三重縣西部伊賀地方的城市，已於2004年11月1日，與周邊的3町2村合併為伊賀市。
該市是松尾芭蕉的故鄉。

## 歷史

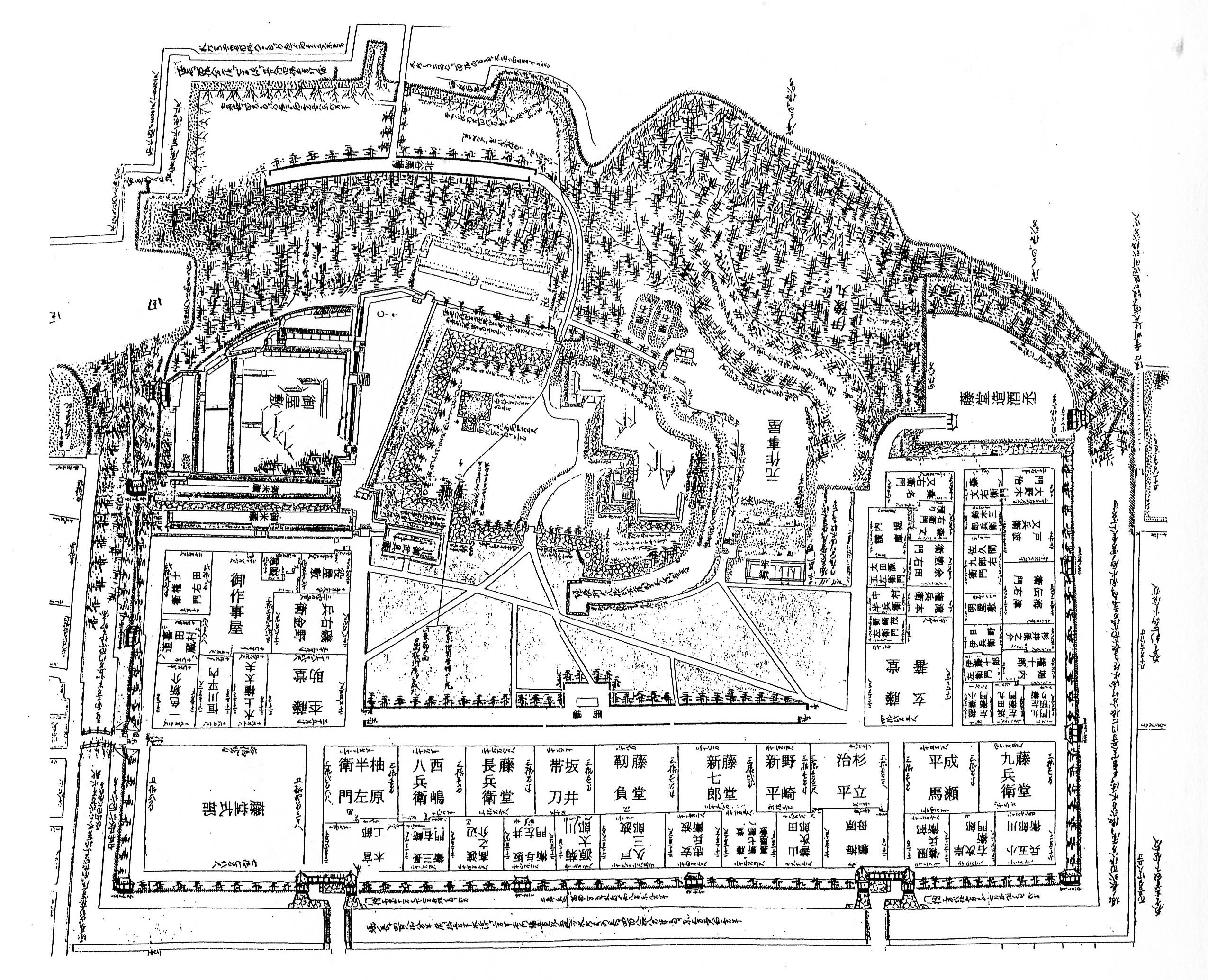
上野城繪圖

過去在令制國時代屬於伊賀國，由於位於大和至伊勢的路上，在八世紀前曾是宿場，包括飛鳥時代、奈良時代、平安時代，長期受到京城文化的影響；八世紀後由於東大寺在本地設立的莊園，人口開始成長，14世紀後被各地方的小勢力所割據，大致上屬於仁木氏的勢力範圍；1581年的天正伊賀之亂後由織田信長所控制，1585年筒井定次受封於此並興建上野城，成為伊賀上野藩的領地，但在1615年改劃入津藩；同一年雖然江戶幕府頒布了一國一城令，但由於津藩的領地同時包括伊勢國及伊賀國，因此位於伊賀國的上野城得以繼續保留，周邊地區也繼續以城下町的形勢發展。
19世紀末江戶時代結束實施廢藩置縣後改隸屬津縣，1872年的第一次府縣整併中被併入安濃津縣，三個月後安濃津縣即更名為三重縣。
1889年日本實施町村制，上野市的轄區在當時分屬上野町、小田村、花之木村、長田村、島原村、新居村、丸柱村、三田村、府中村、中瀨村、友生村、花垣村、古山村、豬田村、依那古村、比自岐村、神戶村共17個行政區劃。
1941年，上野町與周邊的六個町村合併為上野市，接著在1950年代期間陸續將其餘町村併入；1998年，包括上野市在內位於伊賀北部的這六個行政區劃開始討論合併的可能性，並在2001年正式成立「伊賀地區市町村合併問題協議會」，2004年合併為伊賀市。

### 變遷表
| 1896年4月1日            | 1896年 - 1912年 | 1912年 - 1944年                 | 1945年 - 1954年                 | 1945年 - 1954年                 | 1955年 - 1989年                 | 1955年 - 1989年                 | 1955年 - 1989年            | 1989年 - 現在              | 現在                       |
| ----------------------- | --------------- | ------------------------------- | ------------------------------- | ------------------------------- | ------------------------------- | ------------------------------- | -------------------------- | -------------------------- | -------------------------- |
| 古山村                  | 古山村          | 古山村                          | 古山村                          | 古山村                          | 1957年7月1日 併入名張市         | 1957年7月1日 併入名張市         | 1957年7月1日 併入名張市    | 1957年7月1日 併入名張市    | 1957年7月1日 併入名張市    |
| 古山村                  | 古山村          | 古山村                          | 古山村                          | 古山村                          | 1957年7月1日 併入上野市         | 1957年7月1日 併入上野市         | 1957年7月1日 併入上野市    | 2004年11月1日 合併為伊賀市 | 2004年11月1日 合併為伊賀市 |
| 西柘植村                | 西柘植村        | 西柘植村                        | 西柘植村                        | 西柘植村                        | 1955年1月1日 合併為春日村       | 1955年1月1日 合併為春日村       | 1959年3月20日 合併為伊賀町 | 2004年11月1日 合併為伊賀市 | 2004年11月1日 合併為伊賀市 |
| 壬生野村                |                 |                                 |                                 |                                 | 1955年1月1日 合併為春日村       | 1955年1月1日 合併為春日村       | 1959年3月20日 合併為伊賀町 | 2004年11月1日 合併為伊賀市 | 2004年11月1日 合併為伊賀市 |
| 東柘植村                | 東柘植村        | 1942年7月1日 改制並改名為柘植町 | 1942年7月1日 改制並改名為柘植町 | 1942年7月1日 改制並改名為柘植町 | 1942年7月1日 改制並改名為柘植町 | 1942年7月1日 改制並改名為柘植町 | 1959年3月20日 合併為伊賀町 | 2004年11月1日 合併為伊賀市 | 2004年11月1日 合併為伊賀市 |
| 鞆田村                  | 鞆田村          | 鞆田村                          | 鞆田村                          | 1954年12月20日 合併為阿山村     | 1955年2月1日 合併為阿山村       | 1955年8月1日 併入柘植町         | 1959年3月20日 合併為伊賀町 | 2004年11月1日 合併為伊賀市 | 2004年11月1日 合併為伊賀市 |
| 鞆田村                  | 鞆田村          | 鞆田村                          | 鞆田村                          | 1954年12月20日 合併為阿山村     | 1955年2月1日 合併為阿山村       | 1967年12月1日 改制為阿山町      |                            | 2004年11月1日 合併為伊賀市 | 2004年11月1日 合併為伊賀市 |
| 河合村                  | 河合村          | 河合村                          | 1954年10月1日 合併為阿拜村      | 1954年12月20日 合併為阿山村     | 1955年2月1日 合併為阿山村       | 阿山村                          |                            | 2004年11月1日 合併為伊賀市 | 2004年11月1日 合併為伊賀市 |
| 玉瀧村                  |                 |                                 | 1954年10月1日 合併為阿拜村      | 1954年12月20日 合併為阿山村     | 1955年2月1日 合併為阿山村       | 阿山村                          |                            | 2004年11月1日 合併為伊賀市 | 2004年11月1日 合併為伊賀市 |
| 丸柱村                  |                 |                                 |                                 |                                 |                                 | 阿山村                          |                            | 2004年11月1日 合併為伊賀市 | 2004年11月1日 合併為伊賀市 |
| 1955年2月1日 併入上野市 | 上野市          | 上野市                          |                                 |                                 |                                 |                                 |                            | 2004年11月1日 合併為伊賀市 | 2004年11月1日 合併為伊賀市 |
| 神戶村                  | 神戶村          | 神戶村                          | 神戶村                          | 神戶村                          | 1955年3月1日 併入上野市         |                                 |                            | 2004年11月1日 合併為伊賀市 | 2004年11月1日 合併為伊賀市 |
| 花垣村                  | 花垣村          | 花垣村                          | 花垣村                          | 花垣村                          | 1955年1月1日 併入上野市         |                                 |                            | 2004年11月1日 合併為伊賀市 | 2004年11月1日 合併為伊賀市 |
| 依那古村                | 上野市          | 上野市                          |                                 |                                 | 1955年1月1日 併入上野市         |                                 |                            | 2004年11月1日 合併為伊賀市 | 2004年11月1日 合併為伊賀市 |
| 比自岐村                | 上野市          | 上野市                          |                                 |                                 | 1955年1月1日 併入上野市         |                                 |                            | 2004年11月1日 合併為伊賀市 | 2004年11月1日 合併為伊賀市 |
| 友生村                  | 友生村          | 友生村                          | 1950年12月16日 併入上野市       | 上野市                          | 上野市                          |                                 |                            | 2004年11月1日 合併為伊賀市 | 2004年11月1日 合併為伊賀市 |
| 上野町                  | 上野町          | 上野市                          | 1941年9月10日 合併為上野市      | 1941年9月10日 合併為上野市      | 上野市                          |                                 |                            | 2004年11月1日 合併為伊賀市 | 2004年11月1日 合併為伊賀市 |
| 小田村                  | 上野市          | 上野市                          | 1941年9月10日 合併為上野市      | 1941年9月10日 合併為上野市      | 上野市                          |                                 |                            | 2004年11月1日 合併為伊賀市 | 2004年11月1日 合併為伊賀市 |
| 城南村                  | 上野市          | 上野市                          | 1941年9月10日 合併為上野市      | 1941年9月10日 合併為上野市      | 上野市                          |                                 |                            | 2004年11月1日 合併為伊賀市 | 2004年11月1日 合併為伊賀市 |
| 花之木村                | 上野市          | 上野市                          | 1941年9月10日 合併為上野市      | 1941年9月10日 合併為上野市      | 上野市                          |                                 |                            | 2004年11月1日 合併為伊賀市 | 2004年11月1日 合併為伊賀市 |
| 長田村                  | 上野市          | 上野市                          | 1941年9月10日 合併為上野市      | 1941年9月10日 合併為上野市      | 上野市                          |                                 |                            | 2004年11月1日 合併為伊賀市 | 2004年11月1日 合併為伊賀市 |
| 新居村                  | 上野市          | 上野市                          | 1941年9月10日 合併為上野市      | 1941年9月10日 合併為上野市      | 上野市                          |                                 |                            | 2004年11月1日 合併為伊賀市 | 2004年11月1日 合併為伊賀市 |
| 三田村                  | 上野市          | 上野市                          | 1941年9月10日 合併為上野市      | 1941年9月10日 合併為上野市      | 上野市                          |                                 |                            | 2004年11月1日 合併為伊賀市 | 2004年11月1日 合併為伊賀市 |
| 府中村                  | 府中村          | 府中村                          | 1950年8月1日 併入上野市         |                                 | 上野市                          |                                 |                            | 2004年11月1日 合併為伊賀市 | 2004年11月1日 合併為伊賀市 |
| 豬田村                  | 上野市          | 上野市                          | 1950年8月1日 併入上野市         |                                 | 上野市                          |                                 |                            | 2004年11月1日 合併為伊賀市 | 2004年11月1日 合併為伊賀市 |
| 中瀨村                  | 中瀨村          | 中瀨村                          | 1950年12月16日 併入上野市       |                                 | 上野市                          |                                 |                            | 2004年11月1日 合併為伊賀市 | 2004年11月1日 合併為伊賀市 |
| 中瀨村                  | 中瀨村          | 中瀨村                          | 1950年12月16日 併入山田村       | 山田村                          | 1955年4月13 合併為大山田村      | 1955年4月13 合併為大山田村      | 1955年4月13 合併為大山田村 | 2004年11月1日 合併為伊賀市 | 2004年11月1日 合併為伊賀市 |
| 山田村                  |                 |                                 |                                 | 山田村                          | 1955年4月13 合併為大山田村      | 1955年4月13 合併為大山田村      | 1955年4月13 合併為大山田村 | 2004年11月1日 合併為伊賀市 | 2004年11月1日 合併為伊賀市 |
| 布引村                  |                 |                                 |                                 |                                 | 1955年4月13 合併為大山田村      | 1955年4月13 合併為大山田村      | 1955年4月13 合併為大山田村 | 2004年11月1日 合併為伊賀市 | 2004年11月1日 合併為伊賀市 |
| 阿波村                  |                 |                                 |                                 |                                 | 1955年4月13 合併為大山田村      | 1955年4月13 合併為大山田村      | 1955年4月13 合併為大山田村 | 2004年11月1日 合併為伊賀市 | 2004年11月1日 合併為伊賀市 |
| 島原村                  |                 |                                 |                                 |                                 |                                 |                                 |                            | 2004年11月1日 合併為伊賀市 | 2004年11月1日 合併為伊賀市 |
| 阿保村                  | 阿保村          | 1920年3月1日 改制為阿保町       | 1920年3月1日 改制為阿保町       | 1920年3月1日 改制為阿保町       | 1955年3月1日 合併為青山町       | 1955年3月1日 合併為青山町       | 1955年3月1日 合併為青山町  | 2004年11月1日 合併為伊賀市 | 2004年11月1日 合併為伊賀市 |
| 上津村                  |                 |                                 |                                 |                                 | 1955年3月1日 合併為青山町       | 1955年3月1日 合併為青山町       | 1955年3月1日 合併為青山町  | 2004年11月1日 合併為伊賀市 | 2004年11月1日 合併為伊賀市 |
| 種生村                  |                 |                                 |                                 |                                 | 1955年3月1日 合併為青山町       | 1955年3月1日 合併為青山町       | 1955年3月1日 合併為青山町  | 2004年11月1日 合併為伊賀市 | 2004年11月1日 合併為伊賀市 |
| 矢持村                  |                 |                                 |                                 |                                 | 1955年3月1日 合併為青山町       | 1955年3月1日 合併為青山町       | 1955年3月1日 合併為青山町  | 2004年11月1日 合併為伊賀市 | 2004年11月1日 合併為伊賀市 |

## 交通
鐵路JR關西本線和近鐵大阪線分別自轄區的北部和南部以東西向通過，在兩者之間還有伊賀鐵道伊賀線以南北向將兩條路線連起，在伊賀線上還有由漫畫家松本零士所設計的忍者列車行駛。此外，在東北部還有JR草津線往北可前往甲賀市。
名阪國道也以東西向通過轄區北部，經由名阪國道往東可以接入東名阪自動車道前往名古屋市，往西可以接入西名阪自動車道前往大阪市；往東南方向的津市則可透過國道163號或是國道165號前往。

### 鐵路
- 東海旅客鐵道
  - 關西本線：（←伊賀町（日语：伊賀町）） - 佐那具車站 - 伊賀上野車站 - （島原村（日语：島ヶ原村）→）
- 近畿日本鐵道
  - 大阪線：（←名張市） - 伊賀神戶車站 - （青山町→）
- 伊賀鐵道
  - 伊賀線：伊賀上野車站 - 新居車站（日语：新居駅） - 西大手車站 - 上野市車站 - 廣小路車站 - 茅町車站 - 桑町車站 - 豬田道車站 - 市部車站 - 依那古車站 - 丸山車站 - 上林車站 - 比土車站 - 伊賀神戶車站

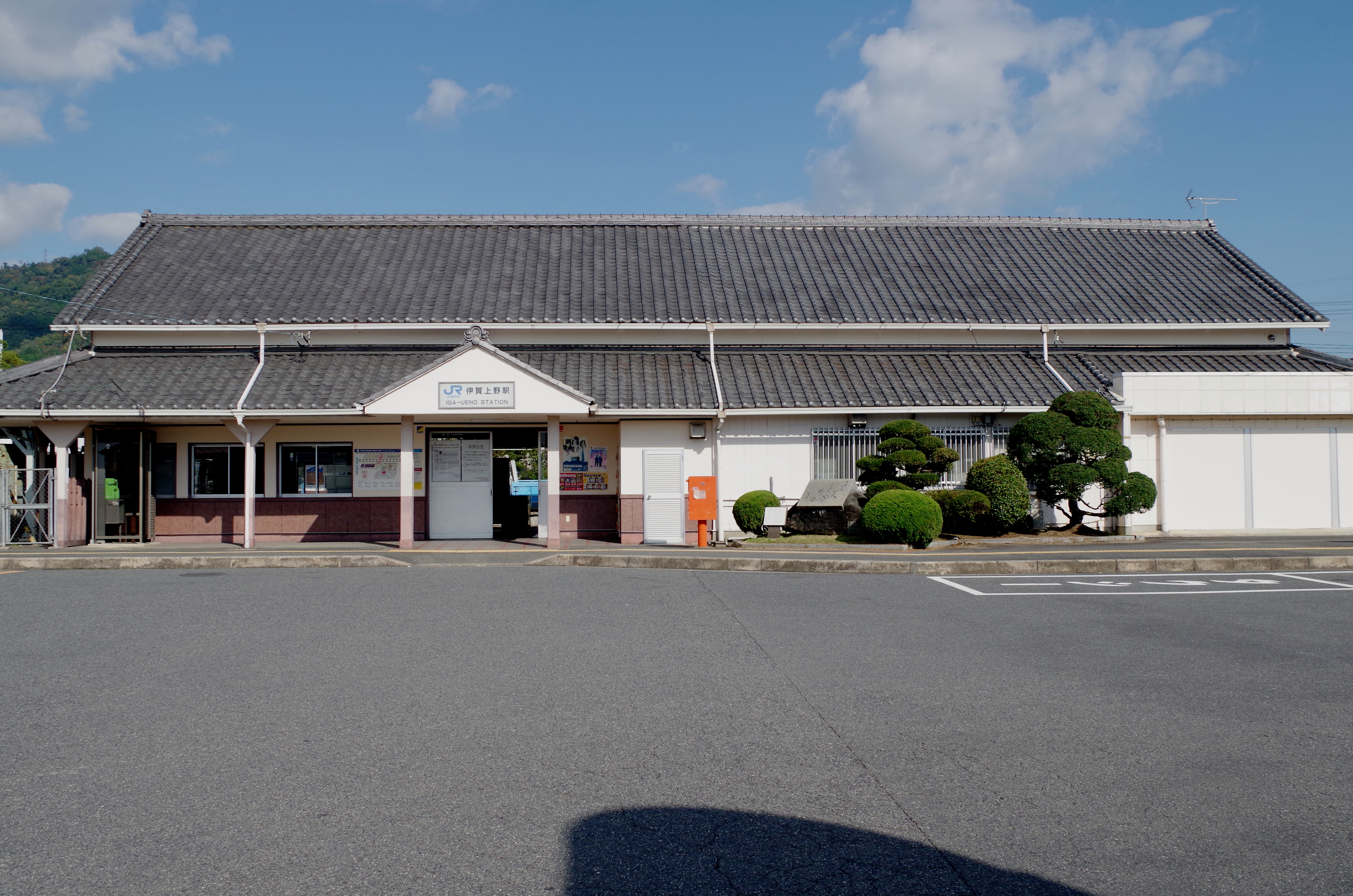
伊賀上野車站
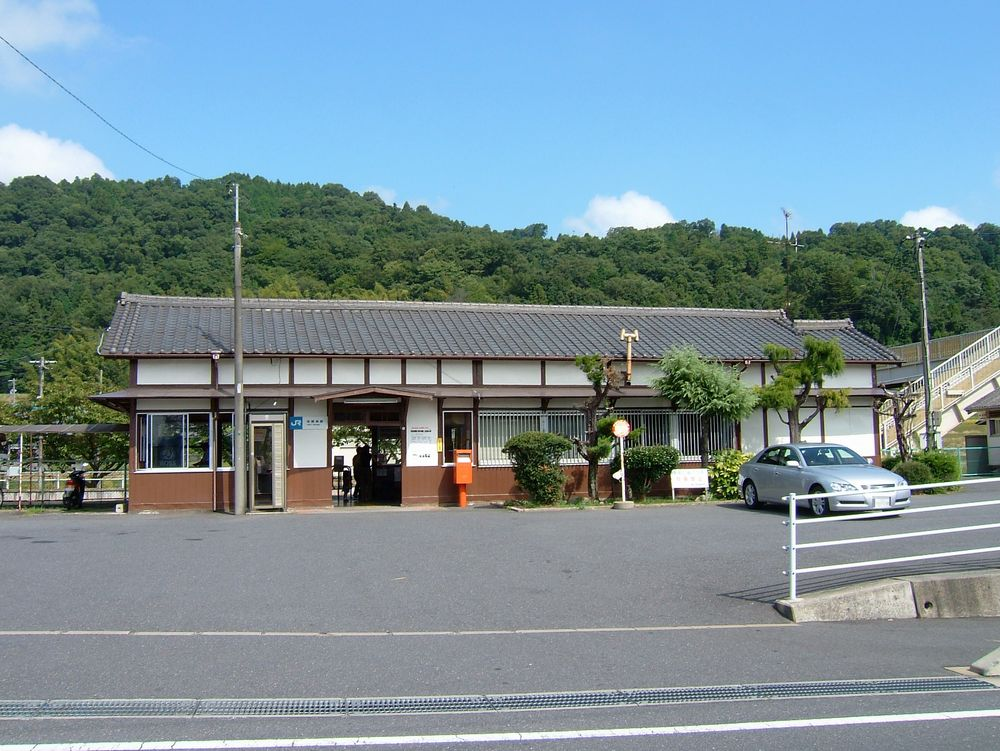
佐那具車站
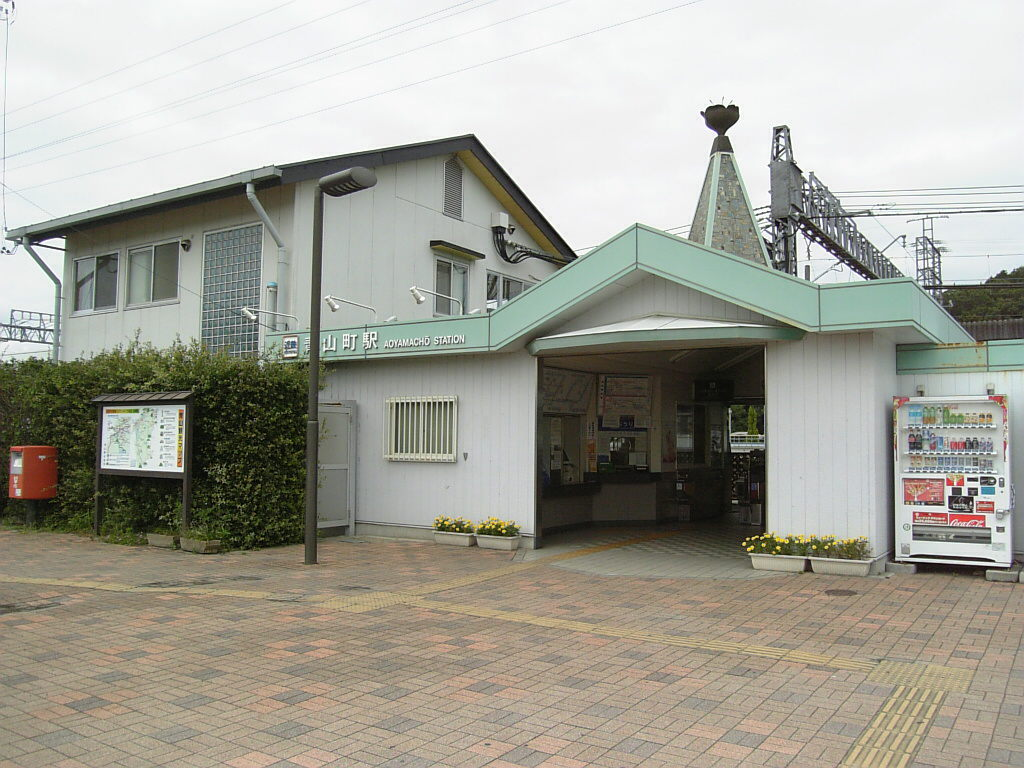
青山町車站
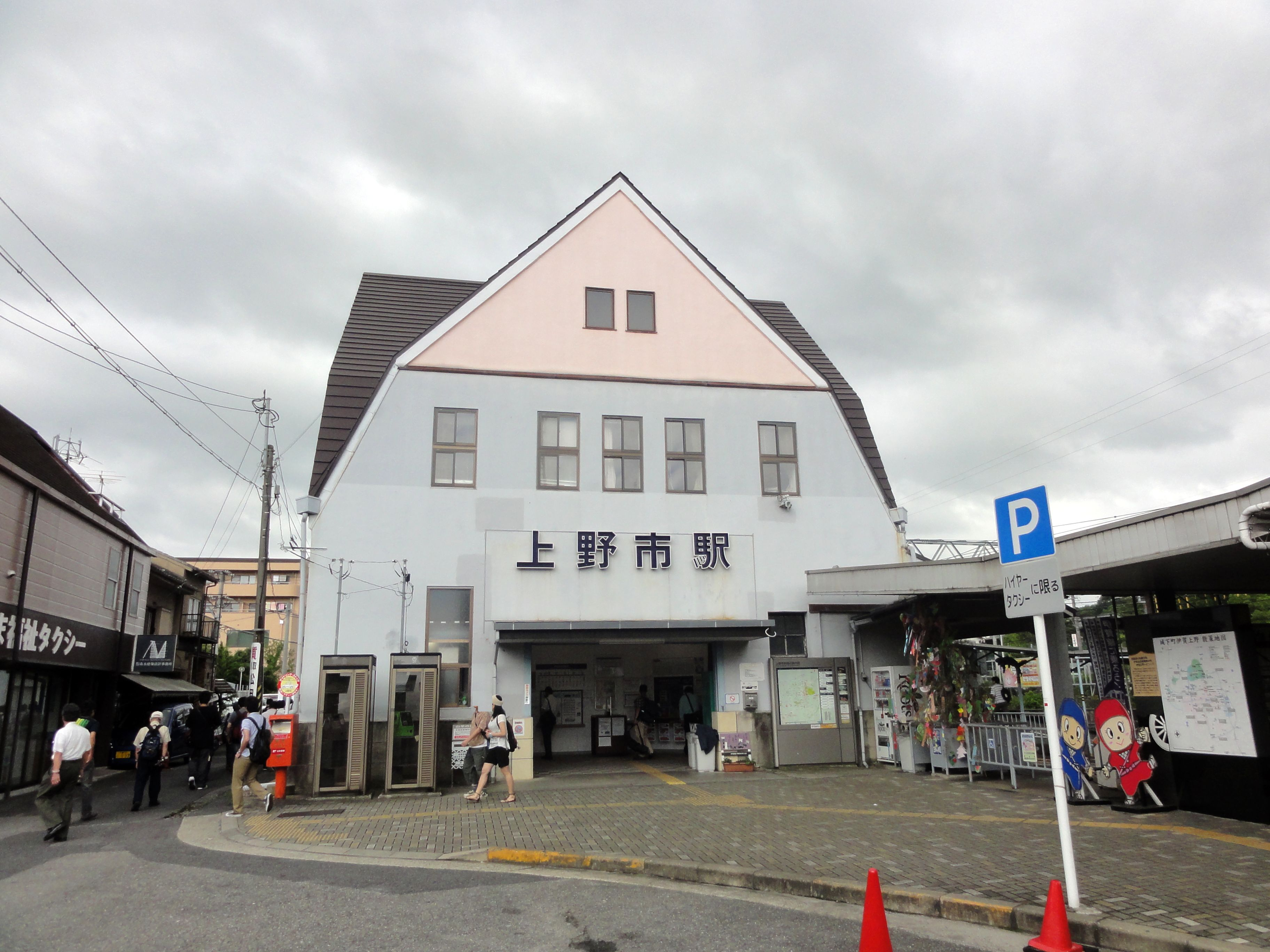
上野市車站
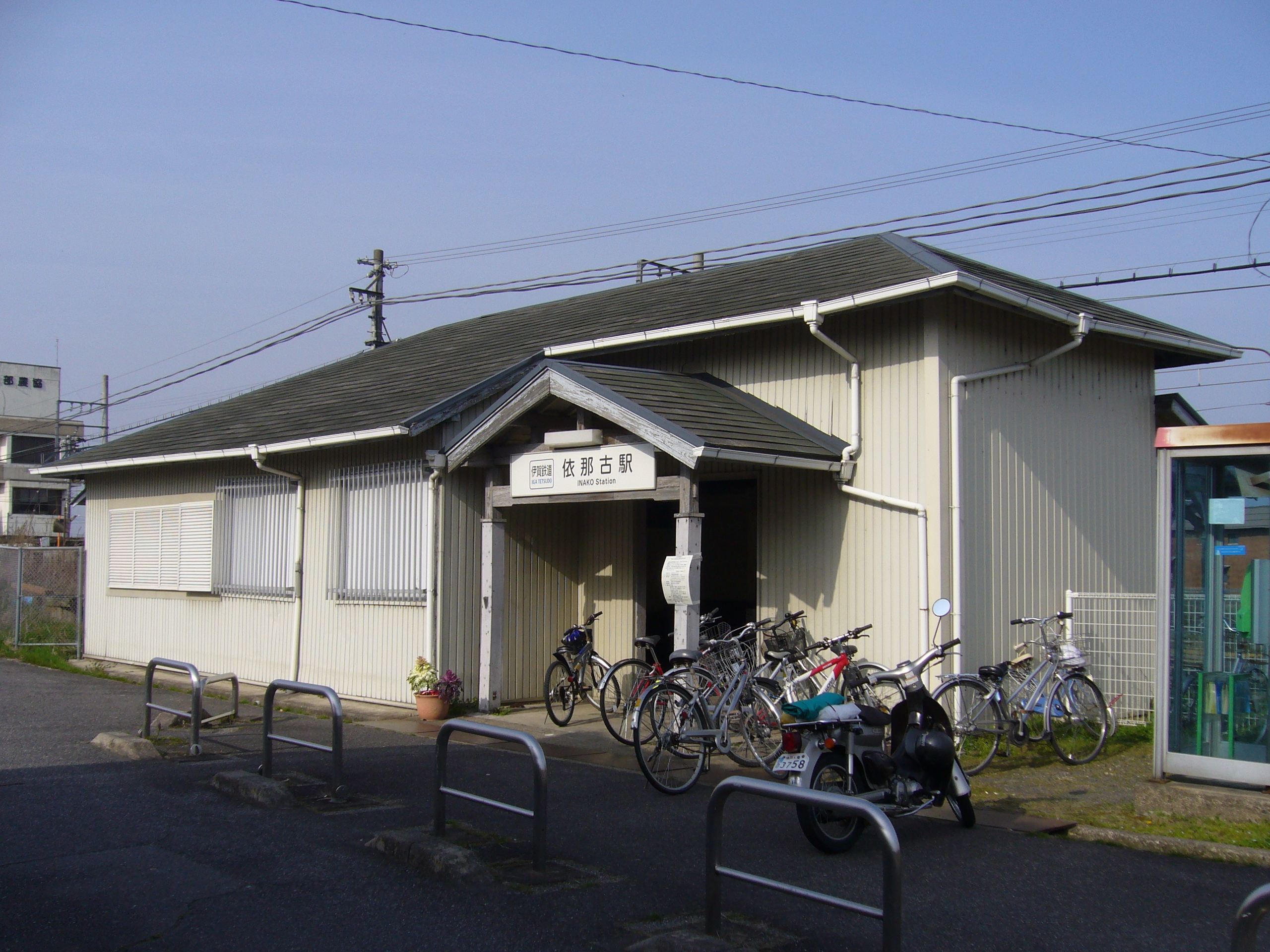
依那古車站
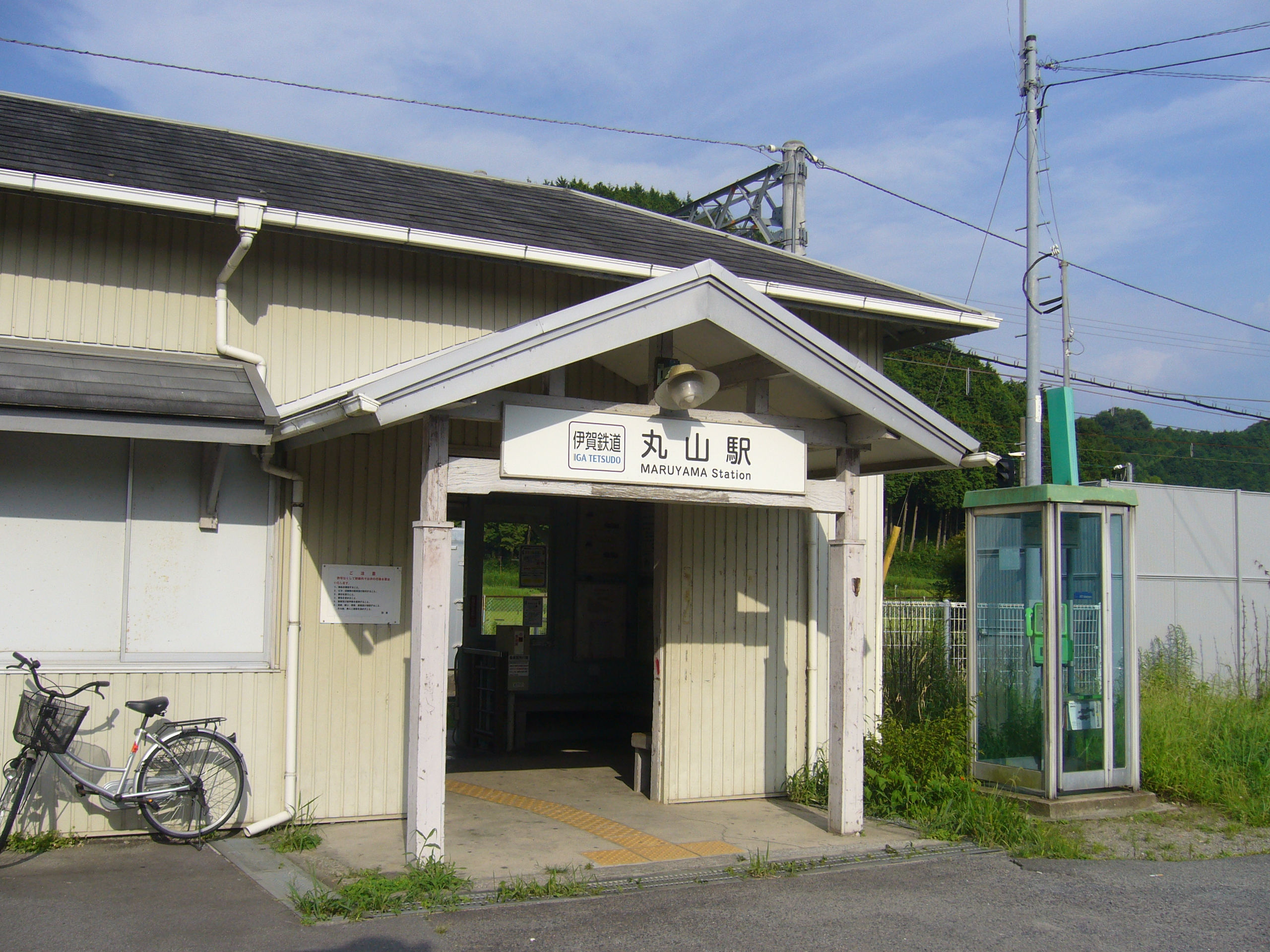
丸山車站

## 觀光資源

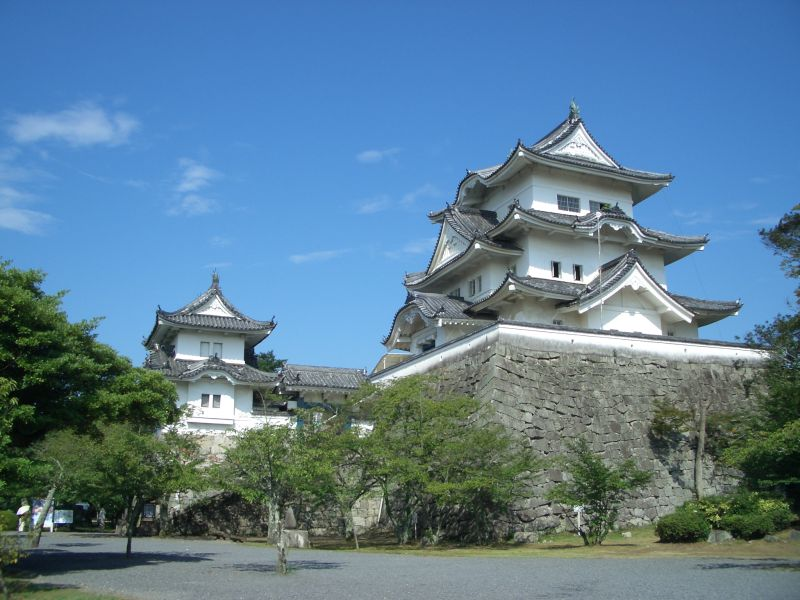
上野城

過去由於位於京都、奈良前往伊勢的通道上，長期受到日本京城文化（包括飛鳥、奈良、京都）的影響，後來又成為前往伊勢神宮參拜的宿場町、藤堂氏的城下町，再加上過去曾發展出伊賀流忍者，以及17世紀著名俳諧師松尾芭蕉誕生於此。因此伊賀市內有包括上野城、伊賀流忍者博物館、芭蕉翁生家、芭蕉翁纪念馆、俳聖殿等許多歷史相關景點；但由於在16世紀發生的天正伊賀之亂曾嚴重破壞伊賀的各建築，因此16世紀前的歷史文物較少。